# Daishi Hiramatsu
Daishi Hiramatsu (平松 大志 Hiramatsu Daishi?), född 3 juli 1983 i Tochigi prefektur, är en japansk före detta fotbollsspelare.
Hiramatsu började sin karriär 2006 i Mito HollyHock. Han spelade 92 ligamatcher för klubben. 2009 flyttade han till FC Tokyo. Med FC Tokyo vann han japanska ligacupen 2009 och japanska cupen 2011. Han avslutade karriären 2013.